# الدوري السويدي الدرجة الأولى 1988
الدوري السويدي الدرجة الأولى 1988 (بالسويدية: Division 1 i fotboll 1988)‏ هو موسم من الدوري السويدي الدرجة الأولى. فاز فيه نادي أوربرو.